# Râmnicelu (Brăila)
Râmnicelu è un comune della Romania di 2 216 abitanti, ubicato nel distretto di Brăila, nella regione storica della Muntenia.
Il comune è formato dall'unione di 4 villaggi: Boarca, Constantinești, Mihail Kogălniceanu, Râmnicelu.